# Nowa Wioska (Krzyżanowice)
Nowa Wioska (deutsch Neudörfel, tschechisch Nova Veska) ist ein Ort in der Gemeinde Krzyżanowice (Kreuzenort) im Powiat Raciborski der Woiwodschaft Schlesien in Polen an der Landesgrenze zu Tschechien.

## Geografie
Nowa Wioska liegt vier Kilometer südwestlich von Krzyżanowice (Kreuzenort), 13 Kilometer südlich von Racibórz (Ratibor) und 62 Kilometer südwestlich von  Katowice (Kattowitz).

## Geschichte
1865 hatte die Kolonie Neudörfel zwölf Häuser und gehörte zu Owschütz. Die Schule befand sich in Pischcz.
Im Dorf wurde die Lachische Sprache von der örtlichen „Morawzen“ (Mährer) gesprochen. An der Pariser Friedenskonferenz 1919 beanspruchten sowohl die Tschechoslowakei als auch Polen das Gebiet.
Neudörfel verblieb im Gegensatz zum Hultschiner Ländchen nach der Teilung Oberschlesiens beim Deutschen Reich. Bis 1945 befand sich der Ort im Landkreis Ratibor.
1945 kam der bis dahin deutsche Ort unter polnische Verwaltung und wurde anschließend der Woiwodschaft Schlesien angeschlossen und ins polnische Owsiszcze II umbenannt. 1950 kam der Ort zur Woiwodschaft Oppeln. 1975 kam der Ort zur Woiwodschaft Kattowitz. 1976 wurde der Ort eigenständig von Owsiszcze und wurde in Nowa Wioska umbenannt. 1999 kam der Ort zum wiedergegründeten Powiat Raciborski und zur Woiwodschaft Schlesien.